# Maxx Dance
Maxx Dance – polska grupa muzyczna wykonująca muzykę z pogranicza disco polo i dance.

## Historia zespołu
Grupa została założona we wrześniu 2007. Trzon zespołu tworzy Dariusz Trochimczuk „DJ DARIO” i Bartosz Kulesza. Współtworzyli zespół Mega Dance, z którym wydali trzy płyty i nagrali takie hity jak: Ewa odeszła, W dyskotece.
Zespół ma na swoim koncie debiutancki album pt. Wszystko co w nas na którym znalazły się takie utwory jak Żar miłości i Przeznaczenie (Serce moje zabrałaś), a także drugi album pt. Niepokonani na którym znajdują się takie hity jak: Ciebie mi trzeba, Chodź skarbie, Baw się razem z nami czy Nie zrozum mnie źle.
Teledyski zespołu Maxx Dance były emitowane m.in. w Polo TV, TV.Disco, 4 Fun TV, VIVA Polska, Polonia 1, Tele 5, TV Silesia, ITV, JARD TV, eMAZING, ITVC, TVR oraz innych telewizjach lokalnych (regionalnych).

## Osiągnięcia
- I 2009 – I miejsce – w wielkim podsumowaniu roku 2008 – Tanecznej Listy Przebojów Radia IRN  – debiutancki utwór (pierwszy  singiel) „Pragniesz mnie” (zamieszczony na składance tygodnika „Tina”)[2]
- 2009 – Utwór promujący płytę  – tytułowe „Wszystko co w nas” – jako jedyny reprezentant muzyki dyskotekowej został wydany na limitowanej składance Promo Only Polish Edition vol. 4 w otoczeniu takich wykonawców jak: Doda, Piasek czy Stachursky[2]
- Wyróżnienie w plebiscycie „Złoty Styl 2009" dla Zespołu Roku w kategorii muzyki dance[2]
- VI 2010 – Najlepsza płyta roku 2009   –  Maxx Dance  –  „Wszystko co w nas” w  Plebiscycie programu Disco Bandżo (emitowany w kanale TELE 5 oraz POLONIA 1)[2]
- VI 2010 – III miejsce w kategorii Zespół Roku  2009 w plebiscycie programu Disco Bandżo[2]
- VI 2010 –  utwór „Ciebie mi trzeba” wydany na limitowanej składance Promo Only Polish Edition vol.7 razem z takimi wykonawcami jak: De Mono, Natalia Kukulska. Patrycja Markowska, Kalwi & Remi[2]
- VIII 2010 – Zamieszczenie videoklipu „Wszystko co w nas” na portalu Wirtualna Polska, obok innych teledysków polskich, jak również światowych przedstawicieli różnych gatunków muzycznych[2]
- II 2011 – III miejsce na Najpopularniejszą Gwiazdę Muzyki Disco Dance 2010 roku w Plebiscycie Radia Jard 89,2 FM[2]
- VI 2011 – I miejsce w kategorii Najlepszy Duet Roku 2010 wspólnie z grupą Spike w Plebiscycie Programu Disco Bandżo (w kanale Tele 5 oraz Polonia 1)
- VI 2011 – II  miejsce w kategorii Zespół Roku 2010 w plebiscycie programu Disco Bandżo[2]
- 10 IX 2011 – I miejsce  – Nagroda Publiczności dla Najlepszego Zespołu na I Festivalu Disco polo – Klub Euforia 2011 (Piętkowo /Białystok/Białegostoku[2]
- 10 XII 2011 – I miejsce  – „MUZYCZNY HIT” – Maxx Dance – „Chodź Skarbie” na Disco Polo Festival – Białystok 2011 (Club HEAVEN) – 10.12.2011 r.)[2]
- 6 VII 2012 – GRAND PRIX Disco Hit Festival – Kobylnica 2012[2]
- XII 2012 – I miejsce w kategorii Teledysk Roku – Maxx Dance – “Chodź Skarbie” – Zamojska Statuetka Filmowa (Zamość 12-13.12.2012 r.)[2]

## Dyskografia

### Albumy
| Rok  | Album                                      |
| ---- | ------------------------------------------ |
| 2009 | Wszystko co w nas - Data: 27 kwietnia 2009 |
| 2014 | Niepokonani - Data: 8 maja 2014            |
| 2019 | Doskonała - Data: 18 lutego 2019           |

### Single
| Rok                         | Tytuł                  | Pozycja na liście | Certyfikat ZPAV | Album             |
| Rok                         | Tytuł                  | POL Dance         | Certyfikat ZPAV | Album             |
| --------------------------- | ---------------------- | ----------------- | --------------- | ----------------- |
| 2009                        | „Wszystko co w nas”    | –                 |                 | Wszystko co w nas |
| 2010                        | „Ogień ciał”           | –                 |                 | Wszystko co w nas |
| 2011                        | „Ciebie mi trzeba”     | –                 |                 | Niepokonani       |
| 2012                        | „Chodź skarbie”        | –                 |                 | Niepokonani       |
| 2013                        | „Dajemy ognia”         | –                 |                 | Niepokonani       |
| 2013                        | „Baw się razem z nami” | –                 |                 | Niepokonani       |
| 2013                        | „Nie zrozum mnie źle”  | –                 |                 | Niepokonani       |
| 2014                        | „Dziewczyno nie kłam”  | –                 |                 | Niepokonani       |
| 2015                        | „I tak kocham Cię”     | 37                | platynowa płyta | Doskonała         |
| 2016                        | „Za tobą skarbie”      | –                 | złota płyta     | Doskonała         |
| „–” singel nie był notowany |                        |                   |                 |                   |